# Erdős Renée

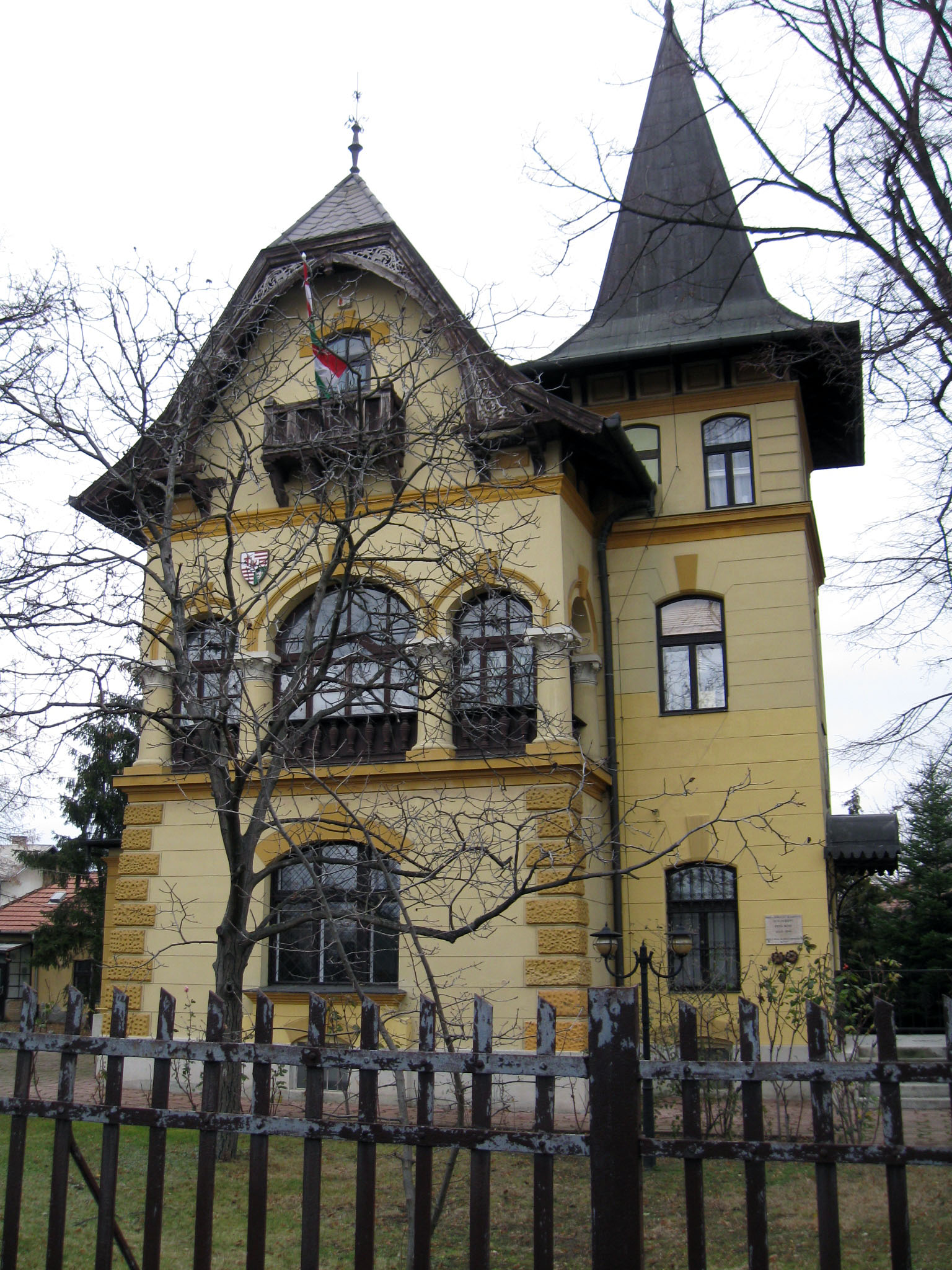
Egykori otthona Rákoshegyen

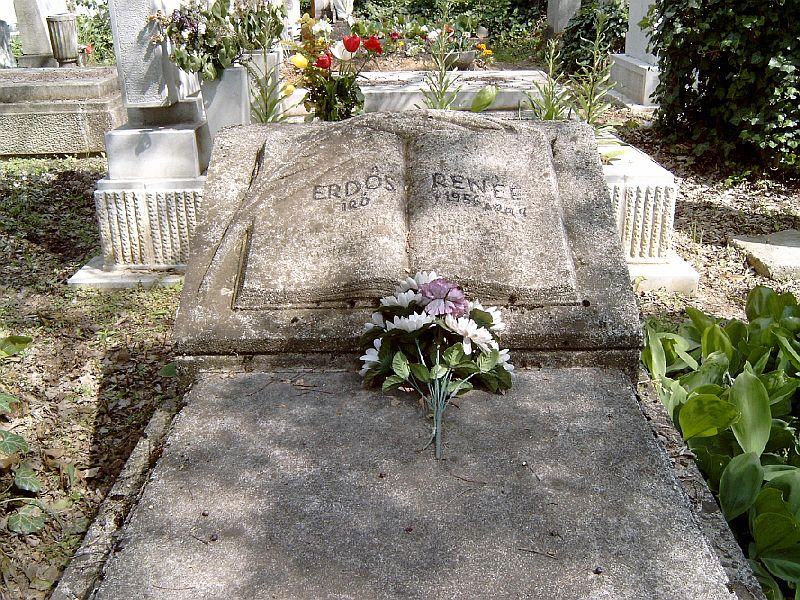
Sírja az Új köztemetőben (29/1-1-81.)

Erdős Renée, 1897-ig eredeti nevén: Ehrenthal Regina (Érseklél, 1878. május 7. – Budapest, Erzsébetváros, 1956. július 7.) író, költő. Álnevei: Réz Bálint, Myriam, René du Bois.

## Élete
Felvidéki, sokgyermekes szegény magyar zsidó családban született Ehrenthal Lipót és Pollák Mina leányaként. Győrben nevelkedett, ahol atyja gazdálkodó volt. Erdős Renée pedagógiai pályára készült és huzamosabb ideig a budapesti hitközség Síp utcai iskolájában tanított. Budapesti iskolaévei után 1894-től 1897-ig színésznőnek tanult a fővárosban, ám tanulmányait hamarosan megszakította. Tehetségére Eötvös Károly figyelt fél. Első verseivel A Hét költőjeként indult, s a női lélek merész ábrázolójaként mutatkozott be. Szenvedélyes lírájával a közfigyelmet csakhamar magára irányította. A kritika várakozásaival ellentétben, nem a tartózkodó leányi báj, hanem a nő szerelmi vágyának megéneklésével aratott sikert, s vívta ki a századforduló némely korifeusának haragját. Regényeit ifjú lányok csak titokban olvasták, s a közvélemény nemsokára mint a legerotikusabb magyar írónőt tartotta számon. Költészete Ady Endrére is hatást gyakorolt, akárcsak Bródy Sándorra, akinek évekig a szeretője volt. A családos – és csapodár – Bródyval való szakítása után egy olaszországi kolostorba vonult vissza, miután katolikus hitre tért. Ezt követően írásaira a misztikus erotikus atmoszféra volt jellemző. 1904-től Az Ujság bécsi, később római, majd firenzei tudósítójaként működött. 1905 és 1914 között élt Rómában. Vallásos tárgyú költeményei jelentek meg az első világháború kitörése előtt. 1913-ban feleségül ment Fülep Lajos művészettörténészhez, akitől két gyereke született, 1918-ban elváltak. 1926-ban Rómában házasságot kötött Erdős Artúrral. Erdős Renée volt az első nő a magyar irodalomban, aki meg tudott élni alkotómunkásságából. Legnagyobb sikerét a vatikáni pompát és római miliőt pazarul visszatükröztető Santerra bíboros (1922) c. regényével érte el. Életének utolsó esztendeiben Ifjúságunk címmel emlékiratait írta, amelyhez számos fényképet, levelet és más dokumentumot csatolt. A budapesti Erzsébet kórházban hunyt el szívizomelfajulás következtében.
1944-ig Rákoshegyen lakott. Egykori lakóháza, az Erdős Renée Ház ma kiállítóterem és helytörténeti gyűjteménynek ad otthont.

## Művei

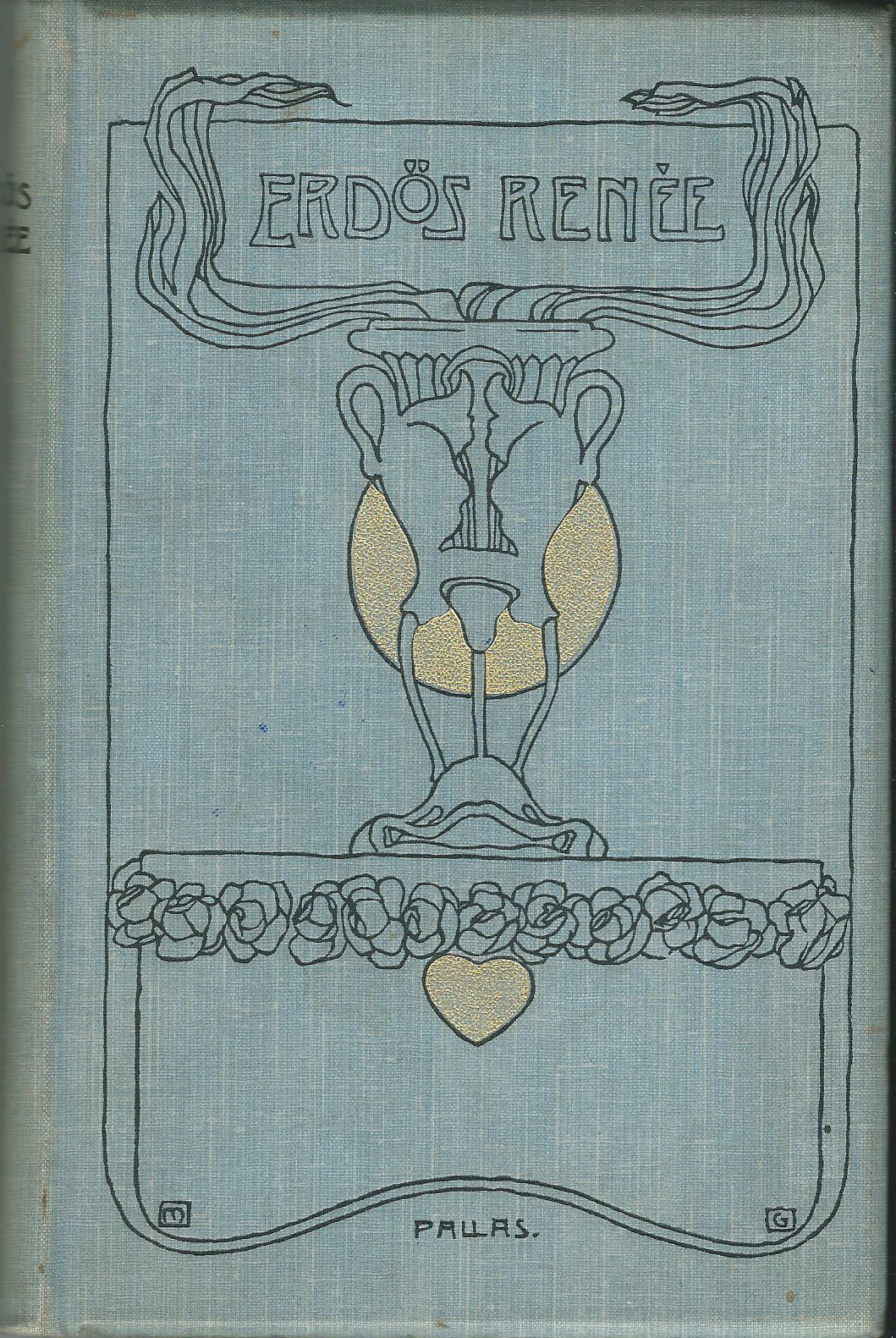
Versek c. 1902-ben megjelent kötetének borítója

- Leányálmok; Hunnia Ny., Bp., 1899 (versek)
- Versek; Pallas, Bp., 1902
- Az asszony meg a párja; Singer és Wolfner, Bp., 1904 (Modern magyar könyvtár)
- Csodálatos mezőkön; Pallas, Bp., 1905
- Új dalok. Kleopátra; Pallas, Bp., 1906
- Norina. Regény, 1-2.; Légrády Testvérek, Bp., 1909 (Legjobb könyvek)
- Jöttem hozzátok...; Franklin, Bp., 1909 (versek)
- Aranyveder; Stephaneum Ny., Bp., 1910 (versek)
- János tanítvány. Evangéliumi színjáték; Eke, Bp., 1911
- Giovanni il Discepolo. Dramma (János tanítvány); olaszra ford. Paolo Emilio Pavolini; Carabba, Lanciano, 1911
- Fioretti. Szent Ferenc legendái; ford. Erdős Renée; Élet Ny., Bp., 1911
- Sibyllák könyve; Athenaeum, Bp., 1918 (versek)
- Ősök és ivadékok (regény I-IV., 1920–1929)
- Ősök és ivadékok. 1. r. Az új sarj; Athenaeum, Bp., 1915
- Erdős Renée–Sík Sándor–Harsányi Lajos: Legendák; s.n., Győr, 1916 (Családi könyvtár)
- Nyírfaerdő. Szanatóriumi jegyzetek; Révai, Bp., 192?
- Antinous. Regény; Pantheon, Bp., 1920
- Ősök és ivadékok. 2. r., Az élet királynője; Pallas, Bp., 1920
- Egy perccel alkonyat előtt; Pallas, Bp., 1921 (versek)
- Egy szerelmes nyár története. Regény; 2. kiad; Pantheon, Bp., 1922
- Santerra bíboros. Regény; Athenaeum, Bp., 1922
- Római levelek; Pallas, Bp., 1922
- Alkotók; Fővárosi Ny., Bp., 1922
- Ősök és ivadékok. 3. r., Berekesztett utak. Regény; Dick Manó, Bp., 1923
- A nagy sikoly. Regény; Dick, Bp., 1923
- Az assisibeli zsoldos; Dick, Bp., 1923
- Borsóhercegnő. Regény; Singer-Wolfner, Bp., 1924
- Római napló 1925, 1-2.; Dick, Bp., 1925
- Teano Amaryll egyszerű élete. Regény; Dick Manó, Bp., 1925
- Nyírfaerdő. Novellák; Révai, Bp., 1925 után (Erdős Renée összegyűjtött művei)
- A herczeg. Regény; Dick, Bp., 1925
- Egy szerelmes nyár története. Regény; az Antinous 3. kiad.; Dick, Bp., 1926 (Erdős Renée munkái)
- Báró Herzfeld Clarissz. Regény; Athenaeum, Bp., 1926
- Lavinia Tarsin házassága. Regény, 1-2.; Révai, Bp., 1927
- Pándy György ifjúsága. Regény; Révai, Bp., 1928
- Az indiai vendég; Révai, Bp., 1929
- A meztelen táncos. Regény; Dick, Bp., 193?
- Brüsszeli csipke. Regény, 1-2.; Révai, Bp., 1930
- Ősök és ivadékok. 4. r., Ave Roma, 1-2.; Révai, Bp., 1931 (Erdős Renée összegyűjtött művei)
- Versek; Révai, Bp., 1931
- Ezüst bölcső. Regény; Révai, Bp., 1931
- Emlékeim; Révai, Bp., 1931
- Örök papok. Regény, 1-2. köt.; Révai, Bp., 1932
- A csöndes kikötő. Regény; Révai, Bp., 1933
- Hajnali hegedűszó. Regény; Athenaeum, Bp., 1933
- Szentgyörgyvára. Regény; Révai, Bp., 1934
- Réz Bálint: Abiság. Regény; Palladis, Bp., 1935 (Koszorús regények)
- Az asszony, aki ölt. Regény; Révai, Bp., 1936
- Réz Bálint: Sába királynője. Regény; Palladis, Bp., 1936 (Századik pengős regény)
- Árgirus; Athenaeum, Bp., 1937
- Timóthy-ház. Regény; Révai, Bp., 1938
- Szemünk fénye. Regény; Nova, Bp., 1939
- Édes Rosamunda; Központi Könyvkiadó, Bp., 1941
- Réz Bálint: Lysias. Regény; Palladis, Bp., 1943
- A csukott kert. Versek; Müller K., Bp., 1945
- Gránátvirág. Regény; Müller Károly, Bp., 1945
- Antinous. Egy szerelmes nyár története; sajtó alá rend., szerk. Czibere Györgyi; Garabonciás, Bp., 1990
- Erdős Renée összegyűjtött versei; Fapadoskonyv.hu, Bp., 2010
- A nagy sikoly; Szépmíves, Bp., 2016
- Számos írás a Temesvári Hírlap 1927–1930 évfolyamaiban